# (31693) 1999 JC32
1999 JC32 (asteroide 31693) é um asteroide da cintura principal. Possui uma excentricidade de 0.12566290 e uma inclinação de 14.22693º.
Este asteroide foi descoberto no dia 10 de maio de 1999 por LINEAR em Socorro.